# De boetvaardige Hiëronymus
De boetvaardige Hiëronymus (Italiaans: San Girolamo penitente) is een onvoltooid schilderij van Leonardo da Vinci uit circa 1480-1482. Het is niet gesigneerd of gedateerd, maar het wordt unaniem aan hem toegeschreven. Het schilderij behoort tot de collectie van de Vaticaanse Musea. 

## Voorstelling
Op het doek wordt de kerkvader Hiëronymus van Stridon uitgebeeld in de periode dat hij zich als kluizenaar had teruggetrokken in de Syrische woestijn. Hij kastijdt zichzelf met de steen die hij in zijn uitgestrekte hand houdt en waarmee hij zich op zijn borst slaat. Aan zijn voeten ligt de leeuw die hem gewoonlijk vergezelt. Volgens een legende was Hiëronymus een leeuw tegenkomen die mank liep vanwege een doorn in zijn poot. Hij verwijderde de doorn en verwierf daarmee de trouw van de leeuw die vanaf dat moment niet van zijn zijde week.

## Herkomst
In de 18e eeuw was het in bezit van Angelika Kauffmann, die het in 1803 in haar testament vermeldde en aan Leonardo toeschreef.
Toen de volgende eigenaar, de 19e-eeuwse kunstverzamelaar kardinaal Fesch, een oom van Napoleon Bonaparte, het in bezit kreeg, was het paneel verminkt doordat er een vierkant met het hoofd van de heilige was uitgesneden, waarschijnlijk omdat dit het gedeelte was dat het verst was uitgewerkt. Later werd het verhaal verteld dat de kardinaal het deel met de torso van Hiëronymus als deksel van een kist in een winkel in Rome aantrof en dat hij het hoofd bij een schoenmaker vond die het als kruk gebruikte. Het gerepareerde paneel werd in de jaren 1846-1857 gekocht door Paus Pius IX voor de Vaticaanse Pinacotheek en behoort sindsdien tot de collectie van de Vaticaanse Musea in Vaticaanstad in Rome.